# Melanochromis auratus
Melanochromis auratus è un pesce d'acqua dolce appartenente alla famiglia Cichlidae, nonché una delle numerose specie di Mbuna.

## Distribuzione e habitat
Questa specie è endemica del lago Malawi (Africa): abita le coste e i fondali rocciosi della costa occidentale, comprese le acque intorno alle isole.

## Descrizione
Il corpo è allungato, compresso ai fianchi, con grande bocca carnosa. La pinna dorsale è molto lunga, parte dalla fronte e termina al peduncolo caudale.
Il dimorfismo sessuale è molto accentuato dalla colorazione: la livrea maschile presenta fronte verde-azzurra, con dorso azzurro. Dall'occhio partono due linee orizzontali, quella superiore blu-nera, quella inferiore azzurro metallizzato. Il resto dei fianchie il ventre sono blu-neri. La pinna dorsale è verde-azzurra, orlata di giallo, mentre le pettorali sono nere. Le pinne ventrale e l'anale sono azzurre e nere: la parte terminale dell'anale presenta caratteristiche macchioline tondeggianti giallo vivo.

La livrea femminile invece presenta fronte nera con dorso grigio e nero, al di sotto del quale si allunga una linea orizzontale gialla orlata di bianco-argenteo, sottostata da una linea nera e, subito sotto da una bianca. Il ventre è giallo vivo. La pinna dorsale è nera orlata di giallo-arancio, mentre la coda è bianca marezzata di nero nella parte superiore e gialla nella parte inferiore. Le pinne pettorali e l'anale sono giallo vivo, le ventrali gialle e nere.

Le dimensioni si attestano sui 9 cm.

## Comportamento
M. auratus è una specie aggressiva ed intollerante con qualsiasi forma di vita attraversi il suo territorio, specialmente se sono conspecifici.

## Riproduzione
Durante il periodo riproduttivo ogni maschio cerca di formare un proprio harem di femmine. Dopo l'accoppiamento, ogni femmina pratica l'incubazione orale delle proprie uova (circa una quarantina) fino alla loro schiusa....

## Alimentazione
Si nutre di piante e di fitoplancton.

## Acquariofilia
È una specie molto diffusa tra gli acquariofili esperti e gli allevatori di mbuna o comunque di ciclidi.